# Милеант, Гавриил Георгиевич
Гавриил Георгиевич Милеант (24 марта 1864 — 11 мая 1936) — генерал-лейтенант Русской императорской армии; участник Русско-японской, Первой мировой и Гражданской войн: кавалер Золотого оружия. После октябрьской революции служил в Вооружённых силах Юга России. Затем эмигрировал.

## Биография
Родился 24 марта 1864 года. По вероисповеданию был православным. Первичное образование получил в Одесском реальном училище.
31 августа 1881 года вступил на службу в Российскую императорскую армию. Окончил 1-е военное Павловское училище, а в 1884 году и Николаевское инженерное училище, откуда был выпущен в 13 артиллерийскую бригаду со старшинством в чине подпоручика. 7 августа 1886 года получил старшинство в чине поручика, 4 декабря 1888 года получил старшинство в чине штабс-капитана, 30 августа 1891 года получил старшинство в чине капитана. С 1891 по 1894 годы обучался в Николаевской академии Генерального штаба, которую окончил по 1-му разряду в 1894 году.

## Семья
Гавриил Георгиевич был женат и имел сына (по состоянию на 1907 год).

## Награды
Гавриил Георгиевич Милеант был награждён следующими наградами:
- Золотое оружие «За храбрость» (25 февраля 1906);
- Орден Белого орла с мечами (10 апреля 1916);
- Орден Святого Владимира 2-й степени с мечами (8 июля 1915);
- Орден Святого Владимира 3-й степени (6 декабря 1909);
- Орден Святого Владимира 4-й степени с мечами и бантом (1906);
- Орден Святой Анны 1-й степени с мечами (2 марта 1915);
- Орден Святой Анны 3-й степени (1901);
- Орден Святого Станислава 1-й степени (3 апреля 1912);
- Орден Святого Станислава 3-й степени (1897).